# Стивс, Карен
Карен Элизабет Стивс (англ. Karen Elizabeth Stives; 3 ноября 1950, Бостон, Массачусетс, США — 14 августа 2015, Довер, Массачусетс, США) — американская спортсменка по конному спорту, чемпион и серебряный призёр летних Олимпийских игр в Лос-Анджелесе (1984).

## Спортивная биография
В 1981 году была названа троеборцем года североамериканской ассоциацией конного троеборья (USCTA), в следующем году выступала на мировом первенстве во французском Лумюлене.
На летних Олимпийских играх в Лос-Анджелесе 1984 года стала одной из двух первых женщин, сумевших выиграть олимпийскую медаль в индивидуальном конном троеборье. Став чемпионкой в составе сборной США в командном зачете на Бен Ортуре, спортсменка сумела завоевать серебряную медаль в личном первенстве.
В 1987 и 1988 годах вновь становилась конником года USCTA.
Завершила карьеру в начале 1990-х годов и в дальнейшем работала арбитром на национальных и международных соревнованиях. Также в течение 10 лет возглавляла отборочный комитет в сборную США. В 2006 году была введена в американский Зал славы конного троеборья. В течение 25 лет была владельцем и президентом семейного обувного магазина в Западном Ньютоне, штат Массачусетс. В 2014 году, незадолго до своей смерти от рака, она пожертвовала 1 миллион долларов США Фонду развития конного спорта, который оказывает грантовую поддержку талантливым американским спортсменам.